# AS Apollon Patras
El AS Apollon Patra es un club de baloncesto profesional de la ciudad de Patras, que milita en la A1 Ethniki, máxima categoría del baloncesto griego, disputa sus partidos en el Apollon Patras Indoor Hall, con capacidad para 3.500 espectadores.

## Palmarés
- Semifinalista de la Copa de baloncesto de Grecia: 2004
- Segundo de la A2 Ethniki: 2011